# 보리 (프로게이머)
보리(본명: 이성윤, 1995년 11월 2일 ~ )는 대한민국의 전직 리그 오브 레전드 프로게이머이다. 현재 프로게임단 지도자로 활동하고 있다. 선수 시절 아이디는 Bory이며 포지션은 AD 캐리였다. 

## 선수 시절
2014년 3월 27일, IM 1팀에 입단하면서 프로 커리어를 시작했다. 서머 시즌 챔피언스 16강에서 탈락했으며 NLB에서도 16강에서 탈락했다.
2014년 11월, 프라임 아이텐조이에 입단했다. 국제 e-컬쳐 페스티벌에서 팀의 우승에 기여했다.
2014년 12월, 팀에서 퇴단했으며 현역에서 은퇴했다.

## 지도자 생활
2020년 6월, DRX의 아카데미 팀의 코치로 부임했다.
2021시즌을 앞두고 DRX의 2군팀 코치로 콜업되었다. 2021시즌 종료 후 팀에서 퇴단했다.
2022시즌을 앞두고 KT 롤스터의 2군팀 코치로 부임했다. 2022시즌 종료 후 팀에서 퇴단했다.

## 주요 성적
- 국제 e-컬쳐 페스티벌 2014 우승